# Dos Rayas
Dos Rayas är en ort i Mexiko.   Den ligger i kommunen Tempoal och delstaten Veracruz, i den sydöstra delen av landet, 250 km norr om huvudstaden Mexico City. Dos Rayas ligger 44 meter över havet och antalet invånare är 189.
Terrängen runt Dos Rayas är platt. Runt Dos Rayas är det ganska tätbefolkat, med 72 invånare per kvadratkilometer. Närmaste större samhälle är Tempoal de Sánchez, 2,8 km sydost om Dos Rayas. Omgivningarna runt Dos Rayas är en mosaik av jordbruksmark och naturlig växtlighet.